# 大日本帝国憲法第30条
大日本帝国憲法第30条（だいにほん/だいにっぽん ていこくけんぽう だい30じょう）は、大日本帝国憲法第2章にある請願権について規定する条文である。「別ニ定ムル所ノ規程」として、1917年（大正6年）に請願令（勅令）が公布された（官報04月05日 国会図書館資料）。

## 現代風の表記
日本臣民は、相当の敬意と礼節を守り、別に定めるところの規定に従い、請願を行うことができる。

## 関連条文
- 日本国憲法第16条